# Запорожье (флорбольный клуб)
«Запорожье» — флорбольный клуб из Запорожья, участвующий в чемпионате Украины (Высшая лига). Основан в 2016 году.

## История команды
Флорбол в городе Запорожье появился в 2016 году по инициативе запорожского айтишника Дмитрия Гордиенко и его коллег.
Первая официальная игра команды сосятоялась 29.11.2016 против команды Sky Knights (Днепропетровск) — 1:5. Первый капитан команды — Гордиенко Дмитрий. Автором первого гола команды стал Вавилов Владислав.
Команда базируется и тренируется в ДК «Титан». Соревнования проходят в спорткомплексе «Мотор Сич».

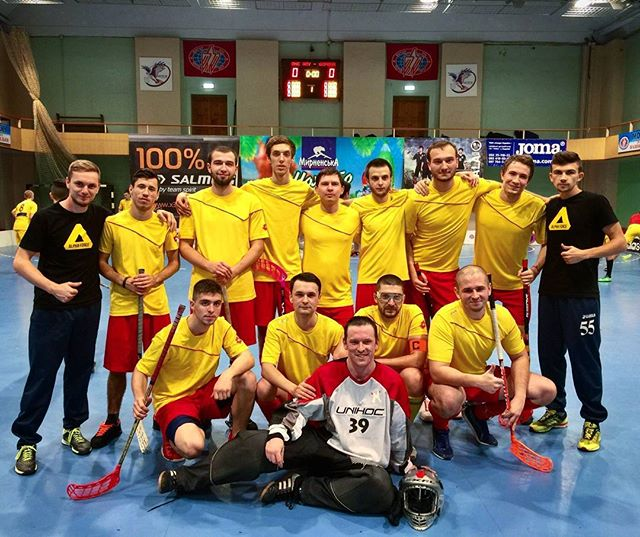
Первый состав команды

### Сезон 2016/2017
Старт команды в официальных соревнованиях произошел после 3 месяцев тренировок в чемпионате Украины (первая лига).
- Самое больше поражение — Sky Knights (Днепропетровск) 0:10.
- Первая победа «Шквал» (Молочанск) (4:1).
- Первый официальный гол — Владислав Вавилов.

По итогам сезона команда заняла 5 место в Восточной конференции I Лиги Украины по флорболу за шаг до зоны play-off.

### Сезон 2017/2018
Сезон 2017/2018 ознаменовался участием сразу в двух федерациях флорбола — Всеукраинская флорбольная лига и Украинской федерации флорбола, а также участием в Кубке Украины под егидой ВФЛ.
Информационным партнером команды стал информационный портал «Индустриалка».
Итоги сезона:
- 1/8 Кубка Украины

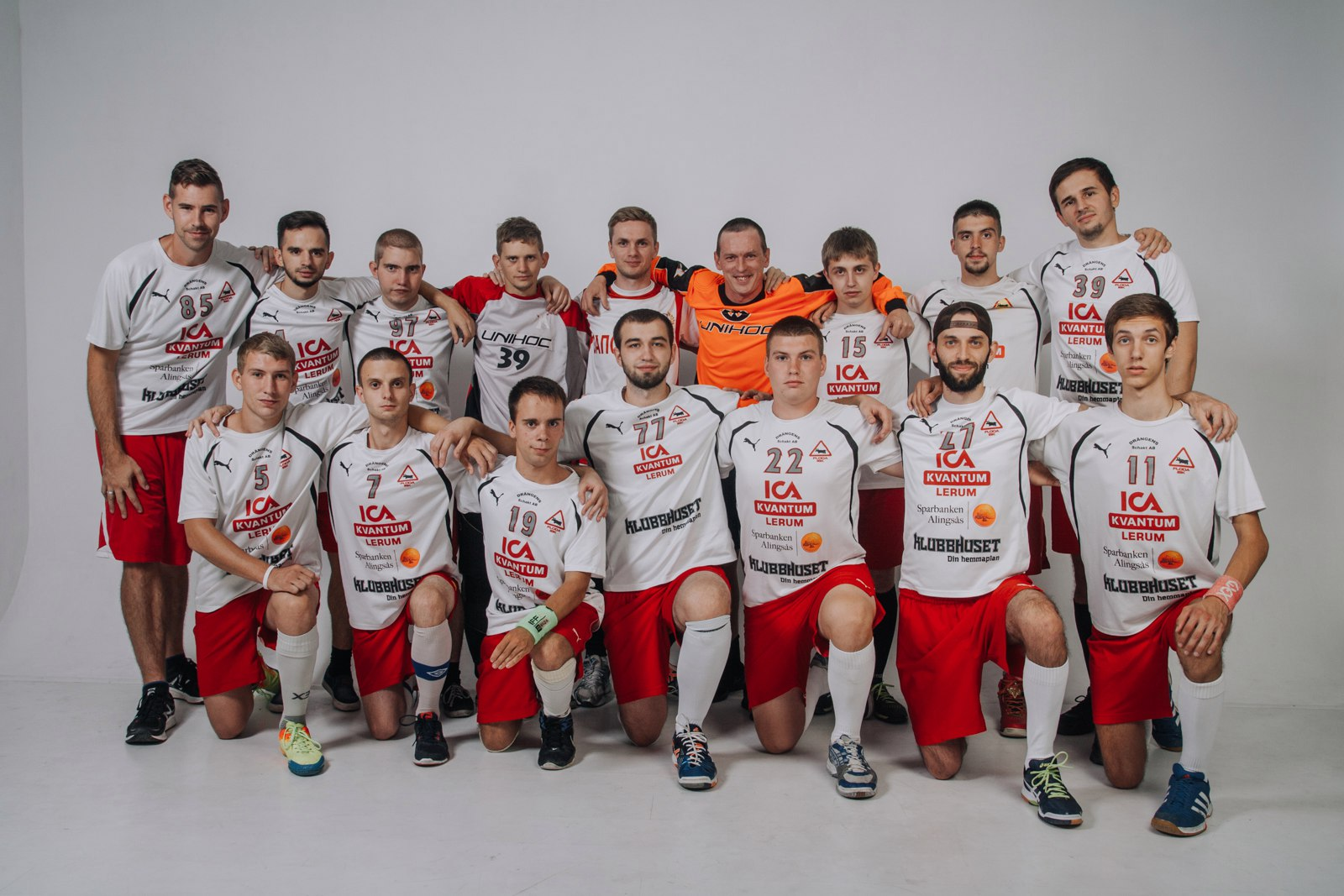
ФБК Запорожье состав 2017 2018

- 2 место в первой лиге Украины (УФФ)
- 3 место в чемпионате ВФЛ
- самая крупная победа — «Маяк» Винница (11:3)
- самое крупное поражение — «Янтарь» Новояворовск (4:16)
- Денис Курганов — признан лучшим вратарем I Лиги Украины по флорболу УФФ

### Социальные сети команды
- Facebook
- twitter
- Instagram
- vk
- youtube